# Таџ Мајлс
Таџ Ди Неро Мајлс (енгл. Tahj Di Nero Miles; 9. август 2001) је британски глумац. Мајлс је најпознатији по улози официра Марлона Прајса у крими-драмедији Смрт у рају.